# U-Bahnhof Neusser Straße/Gürtel
Der U-Bahnhof Neusser Straße/Gürtel ist eine Station der Linien 12, 13 und 15 der Stadtbahn Köln, alle Linien werden betrieben von den Kölner Verkehrs-Betrieben. Es handelt sich dabei um einen Kreuzungsbahnhof zwischen dem Nippeser Tunnel und der Gürtel-Hochbahn, der äußeren Tangentiallinie der Kölner Stadtbahn.
Er wurde im Zuge der größten Bau-Anstrengung der Kölner U-Bahn im Jahr 1974 eröffnet: der Nippeser Tunnel zusammen mit der Gürtel-Hochbahn, der Zoo-Strecke und den Bereichen Hansaring / Breslauer Platz/Hauptbahnhof – Ebertplatz. Er verfügt über vier Gleise, jedoch über keinerlei Gleiswechsel.

## Geschichte
Die Station mit dem U-Bahn-Tunnel und der quer verlaufenden Hochbahnstrecke wurde 1974 eröffnet.

## Lage
Die Station liegt am Bezirksrathaus Nippes, etwa am Berührungspunkt der Stadtteile Nippes, Weidenpesch und Mauenheim. Sie liegt an der Neusser Straße, der heutigen Bundesstraße 9 (B 9), die linksrheinisch in nördliche Richtung aus der Stadt herausführt. Der Nippeser Stadtbahn-Tunnel ist linksrheinisch die meistgenutzte Ausfallstrecke der Kölner Stadtbahn. Neben den Linien 12 und 15 wird sie täglich auch für Einsatzzüge zu den Ford-Werken genutzt sowie für Fahrten zur Hauptwerkstatt Weidenpesch.
Die im Stationsnamen genannte Kreuzung mit der Gürtelstraße gibt es bis heute eigentlich gar nicht. Die nördliche Verlängerung der Gürtelstraße ist zwar planerisch seit den 1920er Jahren angedacht, jedoch bis heute nicht verwirklicht. Der Gürtel ist im Namen enthalten, weil die Station Teil der Gürtelstrecke der Stadtbahn ist, weil sie an der geplanten Straße liegt, und weil der Gürtel für Radfahrer und Spaziergänger mittels Trampelpfaden entlang der Hochbahn-Viadukts auch heute schon als Weg existiert.
Die Gürtelbahn (Linie 13) umfährt linksrheinisch etwa 2–3 km weiter stadtauswärts als die Ringstrecke in einem Halbkreis die innenstadtnahen Stadtteile Kölns. Im Süden beginnt sie an der Luxemburger Straße; im Norden ist sie zum Rhein hin als Hochbahn angelegt und vereinigt sich an der Mülheimer Brücke mit der Linie 18 Richtung Köln-Mülheim, wo sie seit 1997 gemeinsam in den Mülheimer Tunnel einfahren. In die andere Richtung hingegen taucht die Linie 13 von der Neusser Straße aus schon nach 700 m ab in einen weiteren Turmbahnhof, an dem sie am Tunnelbahnsteig hält, und wo darüber die Linie S 11 der S-Bahn Köln als Dammbahn stoppt und Umsteigemöglichkeiten bietet.
Die Gürtelstrecke wird täglich auch für ein- und ausrückende Züge der Linie 18 (Vorgebirgsbahn) zum Betriebshof West in Braunsfeld genutzt.

### Heutige Situation
- Die Verteilerebene liegt unterirdisch, wer mit der Hochbahn-Linie 13 fahren will, muss von der Straße eine Treppe ins erste Untergeschoss, um danach über die Treppen bzw. Rolltreppen von unten ins Obergeschoss zu steigen oder fährt mit dem Aufzug hoch bzw. runter zu den Linien 12 und 15.

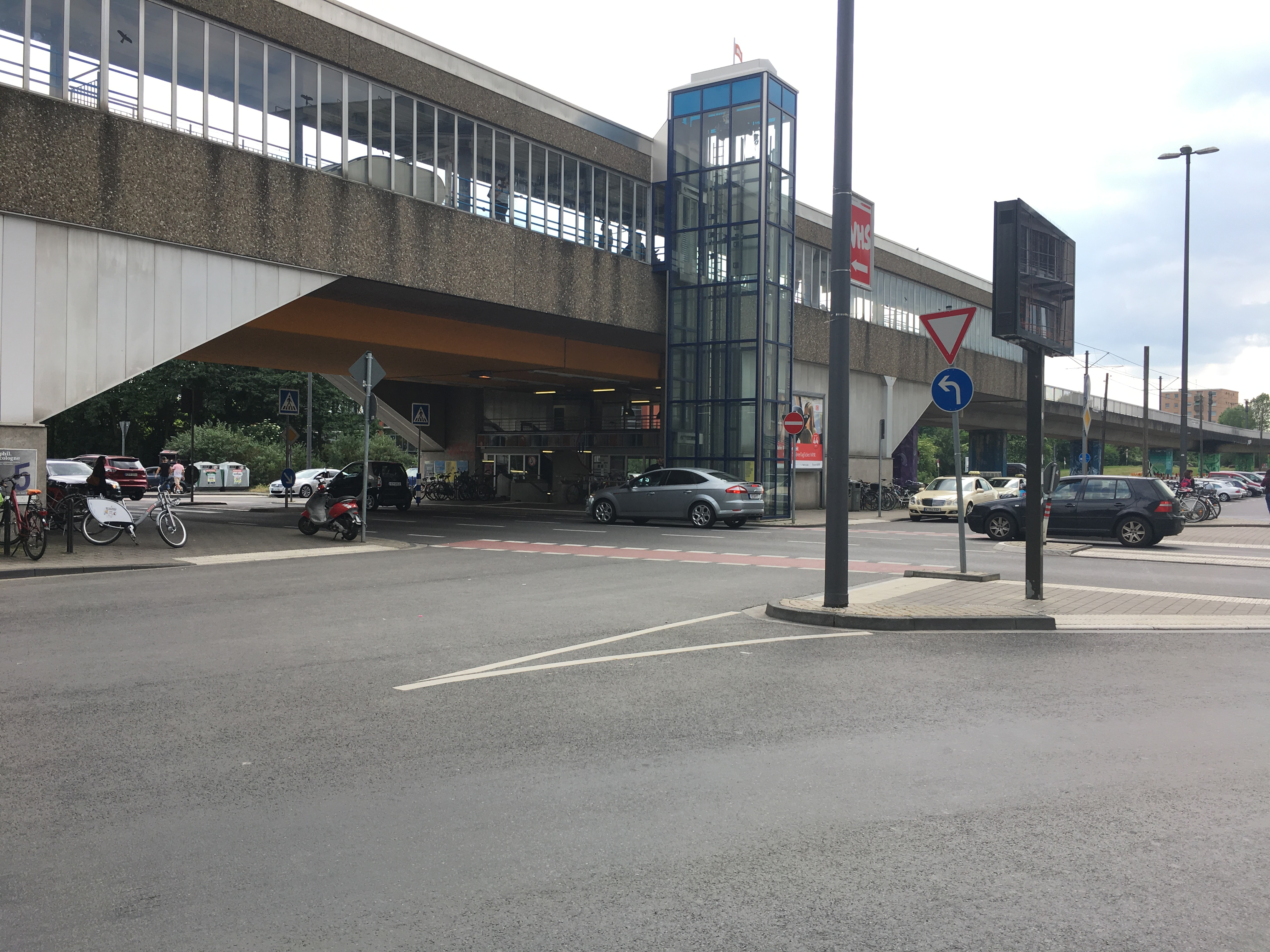
Hier einer der nachgerüsteten Aufzüge

- Die Ein- und Ausgänge zur Straße haben keine Rolltreppen.
- Wegen jahrzehntelangen Betriebs mit klassischen Straßenbahn-Fahrzeugen waren die Bahnsteige ursprünglich alle als Flachbahnsteige angelegt, jedoch mit Vorleistung zum späteren Ausbau auf Hochflur-Niveau. Bei den Tunnel-Bahnsteigen kommt man deshalb von der Rolltreppe auf 90 cm Höhe an und muss dann aber noch einmal drei Stufen zum eigentlichen Bahnsteig hinabsteigen.
- Seit der Aufteilung des Kölner Stadtbahnnetzes in Hochflur- und Niederflur-Linien 2003 gibt es von dieser Station aus keine direkte Linie mehr zum U-Bahnhof Dom/Hauptbahnhof oder zu den anderen Stationen des Kölner Innenstadttunnels.

## Architektur
Die Station ist als Turmbahnhof mit drei Ebenen konzipiert, an dem sich eine Tunnel- und eine Hochbahn-Strecke kreuzen.
Oben verkehrt dort die Linie 13 als Hochbahn mit zwei Seitenbahnsteigen. Diese sind mit 90 m Länge für Dreifach-Traktion ausgelegt und komplett überdacht, die Gleise in der Mitte liegen jedoch frei. Die Überdachung ist im Stil der 1970er Jahre aus grobem Beton, an den Außenseiten verglast durch längliche hohe Fenster.
Die Verteilerebene liegt auf der −1-Ebene. Dort gibt es Informationsstellen, einen Kiosk mit Stehcafé und sowohl Rolltreppen als auch feste Treppen zu allen vier Bahnsteigen. Von dort aus hat die Station vier Ausgänge zur Straßenebene, hier gibt es jedoch keine Rolltreppen.
Auf der −2-Ebene liegen die Bahnsteige des Nippeser Tunnels. Auch diese sind mit 90 m Länge für Dreifach-Traktion gedacht, bestehen aber vollständig aus den ursprünglichen 35-cm-Flachbahnsteigen. Dort verkehren die Linien 12 und 15. Die Tunnel-Bahnsteige sind bis heute fast unverändert geblieben, die Wände sind im Stil der 1970er Jahre gelb/blau gekachelt. In nördlicher Richtung taucht die Bahn nach etwa 500 m auf und fährt auf der Straßenebene weiter. Die Rampe war 1974 als provisorische Rampe gebaut worden, da man plante, den Tunnel stadtauswärts zu verlängern – auch diese ist bis heute unverändert in Betrieb.

## Linien
| Linie | Linienverlauf | Takt   |
| ----- | --- | ------ |
| 12    | Merkenich – Niehl Nord – Weidenpesch – U Neusser Straße/Gürtel – U Florastraße – U Lohsestraße – U Ebertplatz – U Hansaring – U Christophstraße/Mediapark – U Friesenplatz – U Rudolfplatz – Zülpicher Platz – Barbarossaplatz – Zollstock                               | 10 min |
| 13    | Sülzgürtel – Zülpicher Straße/Gürtel – Lindenthal – Aachener Str./Gürtel – Venloer Straße/Gürtel (Bf. Ehrenfeld) – U Geldernstraße/Parkgürtel – Neusser Straße/Gürtel – Riehl – U Mülheim Wiener Platz – U Bf. Mülheim – Buchheim – Holweide                             | 10 min |
| 15    | Chorweiler – Heimersdorf – Longerich – Weidenpesch – U Neusser Straße/Gürtel – U Florastraße – U Lohsestraße – U Ebertplatz – U Hansaring – U Christophstraße/Mediapark – U Friesenplatz – U Rudolfplatz – Zülpicher Platz – Barbarossaplatz – Chlodwigplatz – Ubierring | 10 min |

Die Linie 12 verkehrt werktags alle 10 Minuten. Auf der etwa 17 km langen Strecke befinden sich 27 Haltestellen, davon sind acht Tunnelbahnhöfe. Es wird eine durchschnittliche Reisegeschwindigkeit von ca. 23 km/h erreicht. Die Linie verkehrt teilweise nur ab/bis Niehl.
Die Linie 13 wird werktags ebenfalls im 10-Minuten-Takt bedient. Die Strecke der Linie 13 ist ähnlich lang (16,2 km), bei 22 Haltestellen (davon 7 Tunnelbahnhöfe oder Hochbahnstationen) wird eine durchschnittliche Reisegeschwindigkeit von 29,5 km/h erreicht.
Die Linie 15 verkehrt werktags alle 10 Minuten, zu Spitzenzeiten von/bis Longerich alle 5 Minuten. Auf der etwa 15 km langen Strecke befinden sich 23 Haltestellen, davon sind 10 Tunnel-Stationen. Die durchschnittliche Reisegeschwindigkeit beträgt ca. 24 km/h.